# Ахмед Муса
Ахмед Муса (енгл. Ahmed Musa; Џос, 14. октобар 1992) је нигеријски фудбалер који игра на позицији крилног нападача и тренутно игра за Сиваспор и за репрезентацију Нигерије.
Највећи успех постигао је на Афричком купу нација 2013..